# Rezi Károly
Rezi Károly, Rézi Károly János (Budapest, 1909. december 10. – Budapest, 1942. május 4.) szövőmunkás.

## Élete
Rézi István és Kovács Borbála fia. A második világháború kitörését követően Újpesten vezetett antifasiszta mozgalmat, részt vett a Kossuth-mauzóleum megkoszorúzásában, illetve az 1942. március tizenötödiki tüntetésen is. A következő hónapban azonban lefogták, megkínozták, majd tisztázatlan körülmények között elhunyt. A Magyar Életrajzi Lexikon szerint a börtönben gyilkolták meg, halotti anyakönyvi bejegyezése szerint a Rókus kórházban hunyt el (Gyulai Pál utca 2.) koponyaalapi törés okozta halálát.

## Emlékezete
Újpesten 1945-1991 között a mai Király utca viselte a nevét.